# Catàlisi heterogènia

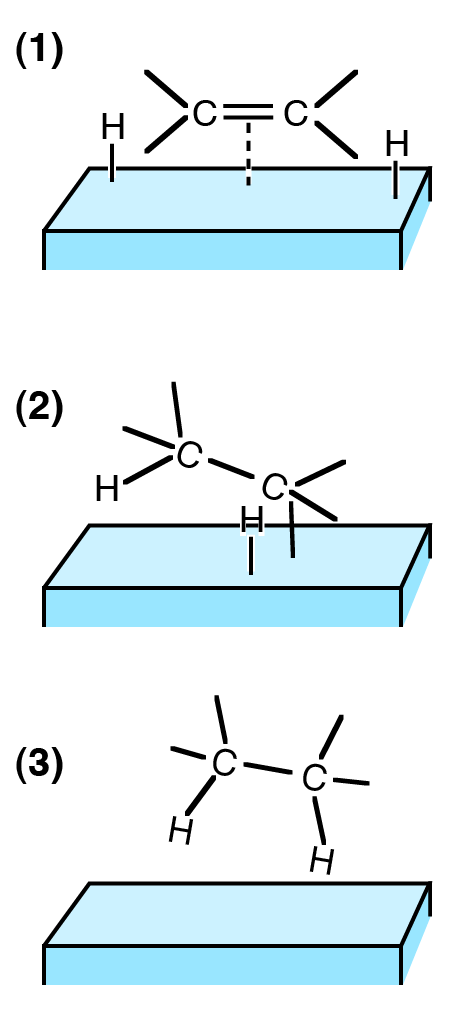
Hidrogenació d'etè en una superfície sòlida.

Catàlisi heterogènia és un terme químic que descriu la catàlisi quan el catalitzador es troba en una fase diferent (és a dir sòlid, líquid i gasós, però també entre l'oli i l'aigua) als reactius. Els catalitzadors heterogenis proporcionen una superfície en la que hi pugui haver la reacció.

## Catàlisi heterogènia
En el cas de la catàlisi heterogènia els catalitzadors es troben en una fase diferent als reactius i productes. El cas més habitual és l'ús d'un catalitzador sòlid amb reactius i productes gasós i/o líquid. Els reactius són adsorbits a la superfície específica del catalitzador, de manera que alguns enllaços químics s'afebleixen permetent l'evolució cap a productes.
L'avantatge d'aquest tipus de catàlisi, que s'utilitza per al 80% dels processos industrials catalitzades, és la facilitat d'implementació. Els reactius passen al catalitzador immobilitzat en un suport. La reacció es pot dur a terme de forma contínua.
Perquè es produeixi la reacció, un o més dels reactius ha de difondre's a la superfície del catalitzador i absorbir-se en ells. Després de la reacció, els productes han de desabsorbir-se de la superfície i difondre's lluny de la superfície del sòlid.
La catàlisi heterogènia asimètrica es pot utilitzar per a sintetitzar compostos químic quirals enantiomèricament purs utilitzant catalitzadors heterogenis.
Aquest camp ha donat dos Premis Nobel: Irving Langmuir el 1932 i Gerhard Ertl el 2007.
Una classe de catalitzadors heterogenis són els anomenats "imitadors dels enzims", la superfície reactiva dels quals imita el lloc actiu d'enzims biològics.

## Exemples
- La síntesi de l'amoníac és un exemple de catàlisi heterogènia:

3H₂(g) + N₂(g) ↔ 2NH₃(g) – catalitzada per Fe(s).
- L'ús del níquel en la hidrogenació d'olis vegetals per a produir margarina mitjançant la següent reacció catalitzada per níquel finament dividit:

-CH=CH- + H₂ → -CH₂-CH₂-

## Convertidors catalítics
Usats sovint en els automòbils. Tres reaccions principals estan catalitzades per convertidors catalítics.
L'oxidació del monòxid de carboni a diòxid de carboni.
2CO(g) + O₂(g) → 2CO₂(g)
La reducció del monòxid de nitrogen a nitrogen.
2NO(g) + 2CO(g) → N₂(g) + 2CO₂(g)
L'oxidació dels hidrocarburs a aigua i diòxid de carboni. Això pot ocórrer en qualsevol hidrocarburs, tanmateix, es fa principalment en la gasolina o el gasoil.
2C₆H₆(g) + 15O₂ → 12CO₂(g) +6H₂O(l)